# World Games 2022/Teilnehmer (Österreich)
| Gelbes Symbol für Goldmedaillen mit stilisierten Olympischen Ringen | Graues Symbol für Silbermedaillen mit stilisierten Olympischen Ringen | Braundes Symbol für Bronzemedaillen mit stilisierten Olympischen Ringen |
| ------------------------------------------------------------------- | --------------------------------------------------------------------- | ----------------------------------------------------------------------- |
| 2                                                                   | 1                                                                     | 1                                                                       |

Österreich nahm an den World Games 2022 in Birmingham mit einer Delegation von 72 Athleten teil.

## Medaillen

### Medaillenspiegel
| Rang   | Sportart      | Gold | Silber | Bronze | Gesamt |
| ------ | ------------- | ---- | ------ | ------ | ------ |
| 1      | Sportklettern | 1    | -      | –      | 1      |
| 1      | Kickboxen     | 1    | -      | –      | 1      |
| 3      | Karate        | –    | 1      | –      | 1      |
| 4      | Tanzen        | –    | –      | 1      | 1      |
| Gesamt | Gesamt        | 2    | 1      | 1      | 4      |

### Medaillengewinner
| Name/n                          | Sportart      | Wettkampf        |
| ------------------------------- | ------------- | ---------------- |
| Gold                            |               |                  |
| Jessica Pilz                    | Sportklettern | Vorstieg         |
| Stella Hemetsberger             | Kickboxen     | Klasse bis 60 kg |
| Silber                          |               |                  |
| Alisa Buchinger                 | Karate        | Kumite 68 kg     |
| Bronze                          |               |                  |
| Anna Sturm Matthias Feichtinger | Tanzen        | Rock ’n’ Roll    |

## Teilnehmer nach Sportarten

### Billard
| Athleten      | Wettbewerb | Achtelfinale     | Achtelfinale | Viertelfinale      | Viertelfinale | Halbfinale    | Halbfinale    | Finale / Platz 3 | Finale / Platz 3 | Rang |
| Athleten      | Wettbewerb | Gegner           | Ergebnis     | Gegner             | Ergebnis      | Gegner        | Ergebnis      | Gegner           | Ergebnis         | Rang |
| ------------- | ---------- | ---------------- | ------------ | ------------------ | ------------- | ------------- | ------------- | ---------------- | ---------------- | ---- |
| Männer        |            |                  |              |                    |               |               |               |                  |                  |      |
| Albin Ouschan | 9-Ball     | Aden Carl Joseph | 11:8         | Carlo Biado        | 7:11          | ausgeschieden | ausgeschieden | ausgeschieden    | ausgeschieden    | 5    |
| Florian Nüßle | Snooker    | Renat Denkha     | 3:0          | Abdelrahman Shahin | 1:3           | ausgeschieden | ausgeschieden | ausgeschieden    | ausgeschieden    | 5    |

### Faustball
| Wettbewerb       | Frauen | Männer |
| ---------------- | --- | --- |
| Athleten         | Theresa Eidenhammer Emilia Engleder Anna Grüll Marlene Hieslmair Verena Hieslmair Karin Kempinger-Kreil Katharina Lackinger Ines Salzberger Teresa Pichler Antonia Woitsch | Jean Andrioli Philipp Einsiedler Gustav Gürtler Jakob Huemer Maximilian Huemer Mathias Karafiat Simon Lugmair Karl Mühllehner Elias Walchshofer Stefan Wohlfahrt |
| Trainer          | Michael Reisneberger Viktoria Peer | Martin Weiß Michael Fels |
| Gruppenphase     | Vereinigte Staaten 3:0 (11:5, 11:4, 11:8) Schweiz 3:1 (11:9, 11:8, 12:14, 11:9)                                                                                            | Italien 3:0 (11:5, 11:7, 11:7) Brasilien 0:3 (6:11, 10:12, 6:11) Vereinigte Staaten 3:0 (11:3, 11:7, 13:11)                                                      |
| Halbfinale       | Deutschland 2:3 (13:11, 7:11, 12:10, 8:11, 6:11) | Deutschland 1:3 (7:11, 13:11, 5:11, 9:11) |
| Spiel um Platz 3 | Brasilien 1:3 (11:3, 4:11, 8:11, 7:11) | Brasilien 2:3 (8:11, 15:14, 9:11, 11:9, 8:11) |
| Platzierung      | ④ | ④ |